# 저금통
저금통(貯金筒, 영어: piggy bank, money box 또는 penny bank)은 돈(주로 동전)을 모아서 저축(보관)하는 통이다. 옛날에는 돼지 모양의 자기나 질그릇으로 많이 만들었지만 최근에는 주로 플라스틱, 아크릴 같은 다양한 재료로 만든다.
저금통에 돈을 넣기는 쉬워도 돈을 다시 빼려면 대개는 저금통을 깨거나 갈라서 열어야 하기 때문에 모으는 사람 스스로가 저금통에 든 돈을 언제 어떻게 사용할지를 잘 결정해야 한다.
발견된 저금통 중 가장 오래된 것은 기원전 3세기 경 고대 그리스의 성전 유적지에서 발굴된 토지 저금통이다.

## 돼지 저금통
영어로 돼지 저금통을 'piggy bank'라 부르는데, 여기에는 처음부터 돼지(piggy)라는 의미가 있지 않았다. 중세 영어로 '피그(pygg)'는 그릇 같은 각종 가사 용품을 만드는 데 사용하는 찰흙의 한 종류를 가리키는 단어이다. 이런 피그(pygg) 찰흙으로 만든 부엌의 요리 항아리에 돈을 모았는데 이것을 'pygg jar'라고 불렀다. 18세기에 이르러 'pygg'라는 철자가 바뀌면서 'pygg jar'가 'pig bank'로 변화한 것이다. 다른 설도 있는데, 미국 캔자스주의 한 소년이 나병에 걸려 고생하는 가난한 이웃을 돕기 위해 3달러의 용돈으로 돼지를 사서 키워 모은 돈으로 이웃을 도왔다고 한다. 이러한 미담이 널리 알려져서 그 뜻을 기리고자 돼지 모양의 저금통을 만들었다는 것이다. 하지만 인도네시아 발리섬의 마자파힛 제국의 유적에서 14 ~ 15세기 경에 제작된 것으로 추정되는 돼지저금통이 발견되기도 했다.

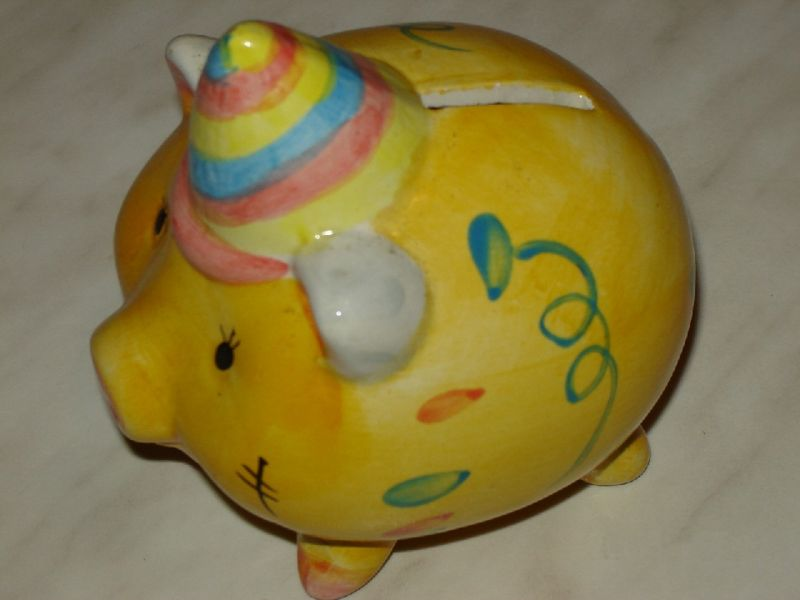
노란색 돼지 저금통
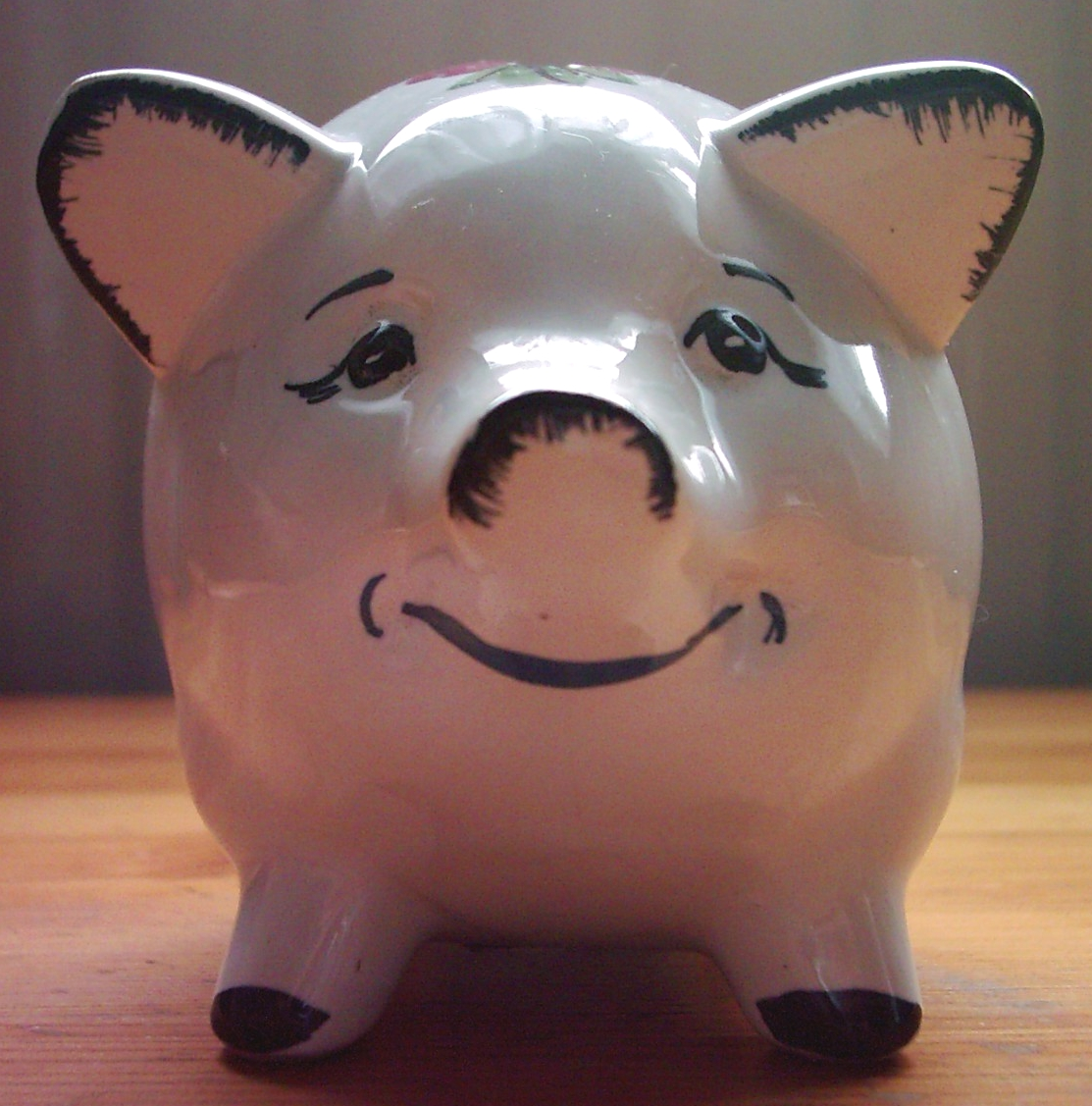
분홍색 돼지 저금통
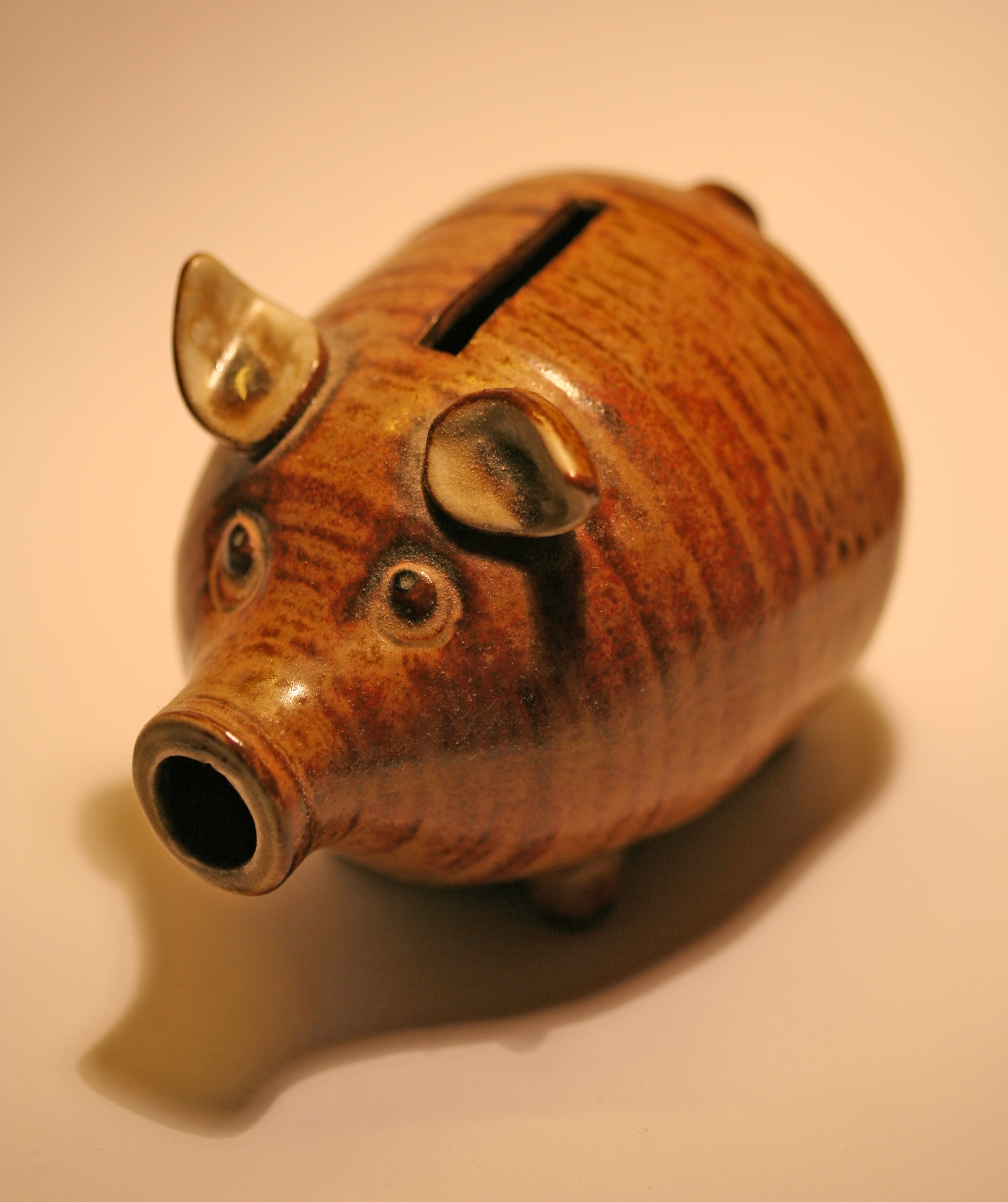
갈색 돼지 저금통
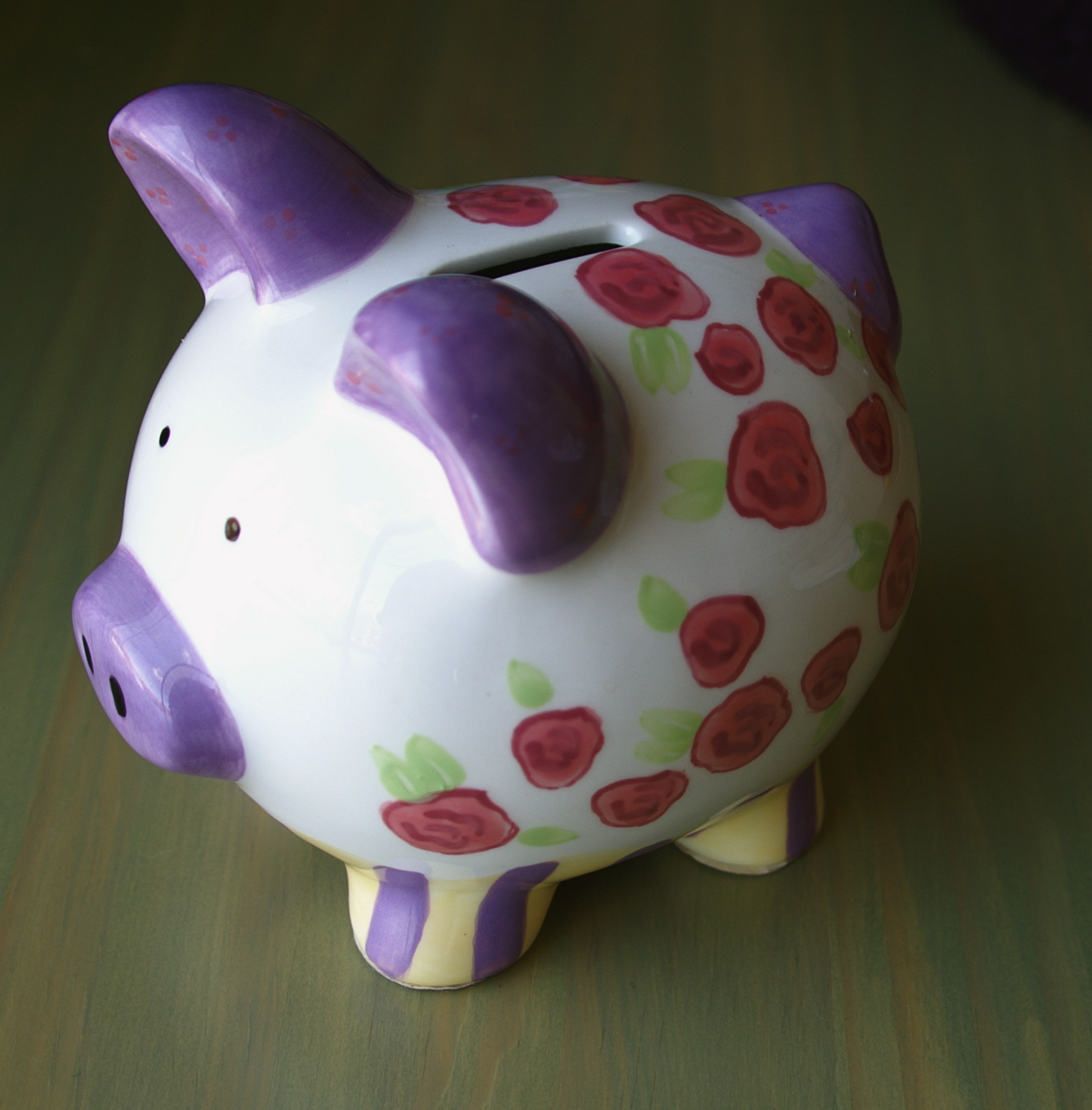
무늬 돼지 저금통
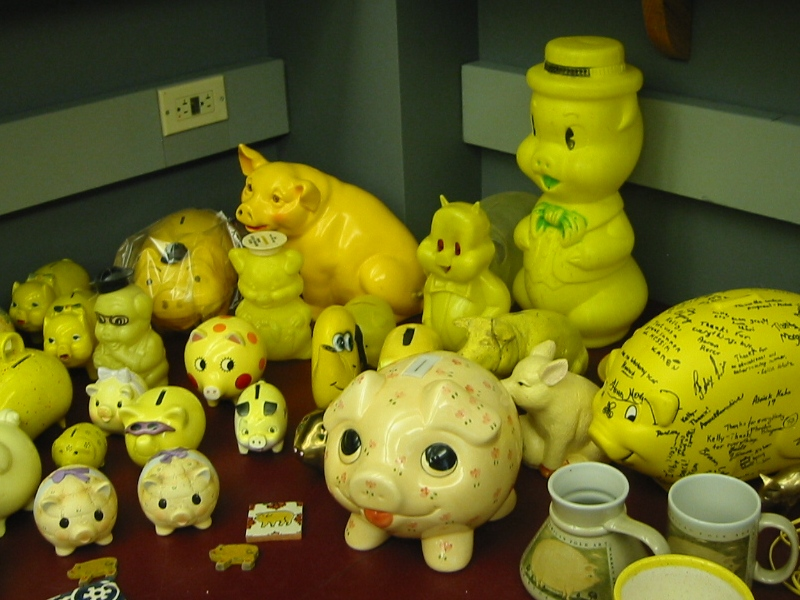
여러 종류의 저금통
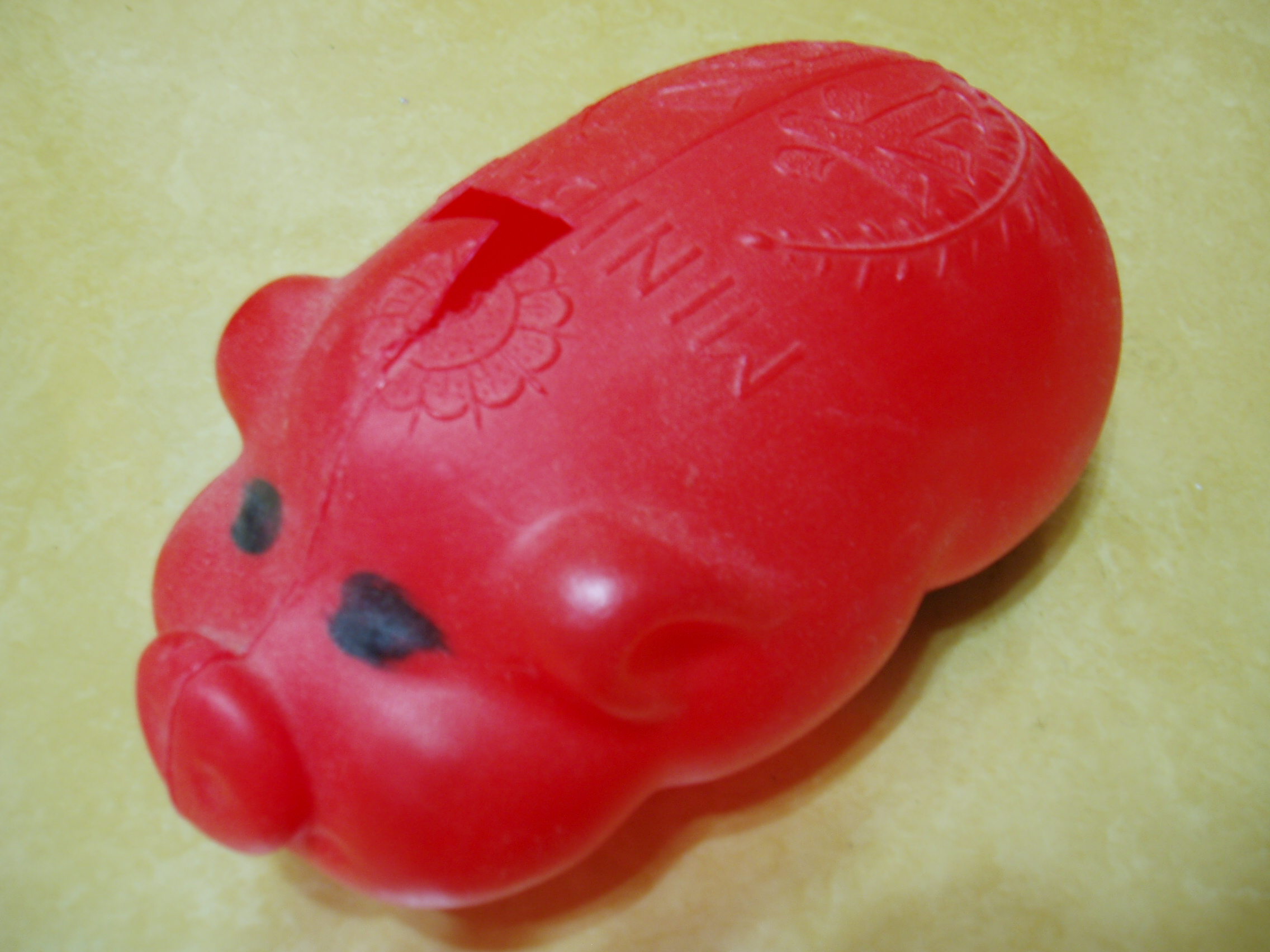
빨간 돼지 저금통
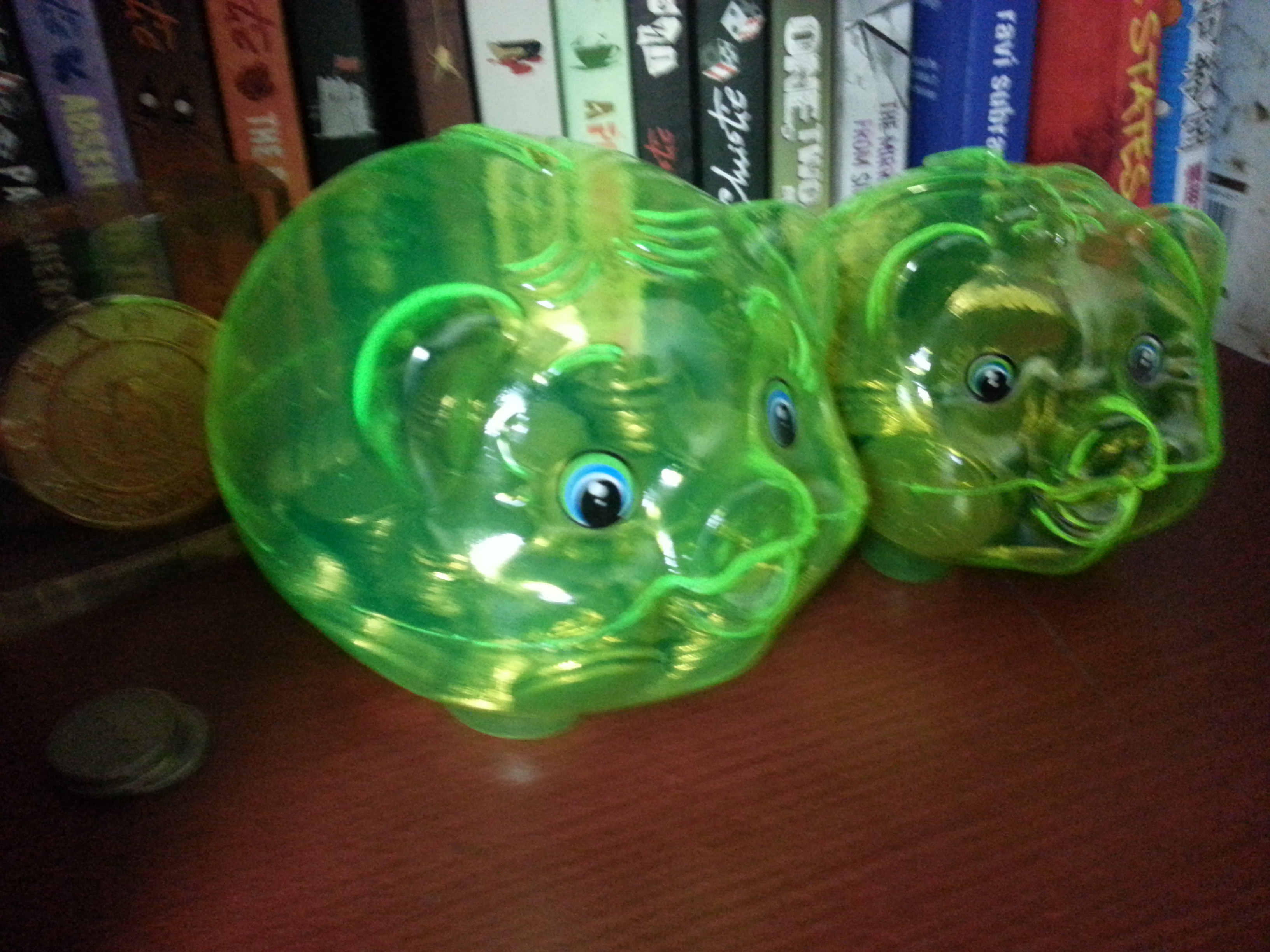
초록 돼지 저금통

## 같이 보기
- 마네키네코